# Абиа (штат)
Абиа (англ. Abia) — штат на юго-востоке Нигерии. Административный центр — город Умуахиа.

## История
С 1967 по 1970 год штат входил в состав непризнанного государства Биафра.
Образован в 1991 году после выделения из штата Имо. 95 % населения составляют этнические группы игбо.

## Административное деление
Административно штат делится на 17 ТМУ:
- Aba North
- Aba South
- Arochukwu
- Bende
- Ikwuano
- Isiala Ngwa North
- Isiala Ngwa South
- Isuikwuato
- Obi Ngwa
- Ohafia
- Osisioma Ngwa
- Ugwunagbo
- Ukwa East
- Ukwa West
- Umuahia North
- Umuahia South
- Umu Nneochi

## Населённые пункты
- Абириба
- Азумини
- Аквете
- Арочуку
- Бенде
- Охафиа
- Узу-Аколи